# Diamante d'Oeste
Diamante d'Oeste este un oraș în Paraná (PR), Brazilia.